# Abdelouahab Benmansour
 (février 2015).
Si vous disposez d'ouvrages ou d'articles de référence ou si vous connaissez des sites web de qualité traitant du thème abordé ici, merci de compléter l'article en donnant les références utiles à sa vérifiabilité et en les liant à la section « Notes et références ».
Abdelouahab Benmansour, né en 1920 à Fès et décédé le 12 novembre 2008 à Rabat, était ouléma et historiographe marocain de 1961 à 2008. Il fut l'une des rares personnes à avoir servi de près les trois rois (Mohammed V, Hassan II et Mohammed VI). Il fut remplacé par Hassan Aourid, précédemment wali de Meknès-Tafilalet.

## Parcours
Abdelouahab Benmansour eut une formation d'ouléma, diplômé de droit islamique et licence en lettres.
- En 1957, il entre au cabinet de Mohammed V.
- En 1961, il est directeur de cabinet sous Hassan II et le nomme historiographe du royaume.
- En 1963, il est directeur des affaires politiques au ministère de l'Intérieur et directeur général de la RTM en 1965.
- En 1975 il est directeur des archives royales.
- En 1980, il est membre fondateur de l'Académie du royaume.

## Ouvrage
- Hassan II, sa vie, ses luttes, ses réalisations.